# Famille de Lorgeril
La famille de Lorgeril (/lɔʁʒøʁi/) est une famille subsistante de la noblesse française, originaire de Bretagne.
Cette famille compte parmi ses membres plusieurs officiers dans la Marine royale et plusieurs hommes politiques.

## Histoire
Une ancienne famille de Lorgeril tenait son nom de la seigneurie de Lorgeril, située dans la paroisse de Lescouët-Jugon, dans les Côtes-d'Armor. Elle est connue depuis Olivier de Lorgeril, cité en 1311, et se serait éteinte en 1483, avec Jehan de Lorgeril, père de Guyonne de Lorgeril, qui apporta la seigneurie de Lorgeril à son mari, Jean III de Rohan.
Selon Régis Valette (2007), elle prouve sa filiation depuis l'année 1530. 
L'actuelle famille de Lorgeril a prouvé sa filiation en 1669, lors de la réformation de la noblesse du royaume, à partir de Guillaume de Lorgeril, écuyer, habitant Lescouët-Jugon, marié avec Jeanne du Boisadam. Ils eurent pour fils François de Lorgeril, écuyer, marié vers 1530 avec Julienne Rouxel, dame de La Jartière.
La famille de Lorgeril fut maintenue noble d'extraction par arrêts du Parlement de Bretagne du 20 novembre 1638 et du 17 octobre 1668.
Cette famille figure sur la liste des familles françaises subsistantes d'origine médiévale de Jacques de Marsay, établie d'après les listes de Gustave Chaix d'Est-Ange et du baron de Woelmont, sur lesquelles la famille de Lorgeril est mentionnée.

### Situation contemporaine
La famille de Lorgeril est membre de l'Association d'entraide de la noblesse française depuis 1933,.
D'après un article de Ouest-France, en 2013, à l'occasion d'une réunion organisée au château de La Bourbansais qui regroupait quelque 500 invités, des généalogistes ont recensé 94 porteurs masculins vivants du nom de Lorgeril, et environ 4 000 descendants des premiers auteurs de la famille.

## Filiation
Guillaume de Lorgeril, écuyer, habitant Jugon-les-Lacs où les anciens seigneurs de Lorgeril possédaient des terres nobles, marié avec Jeanne du Boisadam, eut pour fils :
- François de Lorgeril, mort avant 1550, marié avec Julienne Rouxel, dame de La Jartière, dont :
  - Christophe de Lorgeril, mort avant 1557. En 1554, il acquiert conjointement avec la famille Questier « une maison et d'autres biens fonciers dans la ville de Jugon,  où il faisait aussi sa résidence » [9]. Il épouse Guyonne Questier, dame de Follideuc, dont Joachim qui suit, Guyonne, Marie, et Françoise :
    - Joachim de Lorgeril, seigneur de Saint-Méen, mort en avril 1585, assassiné par ses cousins Guillaume et Axel Rouxel de La Jertière. Il est en partie héritier de biens fonciers mouvant de la seigneurie de Jugon, venus de sa grand-mère maternelle Françoise Martel. Il épouse Marguerite Rouxel, dame de La Barre, de la paroisse voisine de Saint-Igneuc, dont :
      - Charles de Lorgeril (1574-1648), seigneur de Follideuc, est au service du roi en 1591. Ayant fait remontrer au roi Louis XIII « que la maison de Lorgeril étant tombée entre les mains d'une fille qui en était héritière, il désirait être conservé ainsi que ses enfants dans le nom et titre de ladite maison qui lui appartenait comme en étant chef du nom et d'armes », il obtint des lettres patentes de mai 1643, enregistrées à la Cour des comptes de Bretagne le 27 avril 1644, pour changer le nom de sa terre et seigneurie de Follideuc en Saint-Igneuc, évêché de Saint-Brieuc, en celui de Lorgeril. Il eut quatre enfants dont :
        - Jacques de Lorgeril (vers 1600-1673), écuyer, seigneur de Lorgeril en Saint-Igneuc, obtint l'accord de François Lambert, châtelain de Lorgeril en Lescouët-Jugon, « pour qu'il prenne à l'avenir la qualité de sieur de Lorgeril, sans toutefois préjudicier aux qualités, honneurs et prééminences de la seigneurie de Lorgeril par lui acquise de feue dame Louise de Maure, marquise de Mortemart en 1645 ». Sa qualité de noble lui ayant été contestée, il fit faire un procès-verbal devant le sénéchal de Dinan les 20 et 22 mai 1638 dans lequel les témoins, composés en plus grande partie de gentilshommes qualifiés du pays, déposèrent que lui et ses prédécesseurs avaient toujours été tenus et réputés pour gentilshommes comme issus de la maison de Lorgeril en Plorec, comme le prouve aussi une tombe  appartenant à ses prédécesseurs dans laquelle est inhumé son aïeul Joachim de Lorgeril, dans le chœur de l'église Saint-Malo de Jugon, sur laquelle tombe est gravée : « à un chevron brisé chargé par apparence de cinq hermines et trois molettes d'éperons, deux en chef et une en pointe », semblables à celles de la seigneurie de Lorgeril en Plorec. À la suite de cette enquête, il obtint le 2 août 1638 une sentence de maintenue de noblesse confirmée par un arrêt du Parlement de Bretagne du 20 novembre 1638[4].

Jacques de Lorgeril (vers 1600-1673) eut pour fils :
- Toussaint de Lorgeril (1632-1686), seigneur de la Houssaye, écuyer, premier substitut du procureur général au Parlement de Bretagne[10], dont :
  - Louis François de Lorgeril (1681-1752), capitaine des vaisseaux du roi, élu le 12 octobre 1752 comme doyen et président de l'ordre de la noblesse de Bretagne aux États de Bretagne[10], dont :
    - Louis François Nicolas de Lorgeril (1708-1762), page de l'écurie du roi en 1721, capitaine des vaisseaux du roi et chevalier de Saint-Louis[11]. Il est blessé à bord du Neptune le 27 octobre 1747, dans un combat naval livré aux Anglais par M. de L'Estenduère, dont :
      - Louis Pierre Marie de Lorgeril (1744 - 29 juillet 1799 à Bath, Angleterre), enseigne des vaisseaux du roi. Il est atteint de 15 blessures au combat de Belle-Isle-en-mer en 1759 et se retire à Trébédan comme pensionné de guerre du roi. Émigré au temps de la Révolution. Marié avec Julie Renée Hay des Nétumières (1755-1791), dont :
        - Louis Marc Hippolyte Godefroy de Lorgeril (1774-1852), conseiller général des Côtes-du-Nord pour le canton de Plélan-le-Petit. Chevalier de la Légion d'honneur, dont :
          - Alphonse Émile de Lorgeril (1807-1866), officier, conseiller général des Côtes-d'Armor, dont :
            - Henri Alexandre de Lorgeril (1838-1911), châtelain de Chalonge à Trébédan, président du conseil général des Côtes-du-Nord en 1908, dont :
              - Alain de Lorgeril, châtelain de Chalonge à Trébédan, conseiller général et maire de Trébédan.

          - Hippolyte-Louis de Lorgeril (1811-1888), poète et littérateur, directeur de l’Impartial de Bretagne en 1842, journal légitimiste, conseiller général des Côtes-du-Nord, député catholique et légitimiste en 1871, sénateur en 1875.

        - Alexandre Armand de Lorgeril (1780-1825), époux de  Victorine de La Moussaye (1794-1857), dont :
          - Victor Émile de Lorgeril (1823-1891), propriétaire de Beauchesne, époux de Augustine Marie Henriette Le Pelletier de Lagarde (1831-1868), dont :
            - Stanislas Marie Alexandre de Lorgeril (né en 1854), marié en secondes noces en 1894 avec Marie-Josèphe de Lagrené (née en 1863).
            - Maurice Charles Marie-Joseph de Lorgeril (1858-1932), époux de Jeanne Cécile Marie Huet de La Tour du Breuil (1865-1942), dont :
              - Antoine Olivier Amaury de Lorgeril (1893-1914), enseigne de vaisseau, affecté à la brigade des fusiliers marins, section des mitrailleuses, mortellement blessé lors de la bataille de Dixmude le 10 novembre 1914[12].

      - Jean-François-Toussaint de Lorgeril (1751-1825). Il participe à la guerre d'indépendance des États-Unis. Contre-amiral, conseiller général en 1812 puis député de la Manche en 1815.

    - Jean Thomas Baptiste de Lorgeril (1709-1779), capitaine des vaisseaux du roi, chevalier de Saint-Louis, dont :

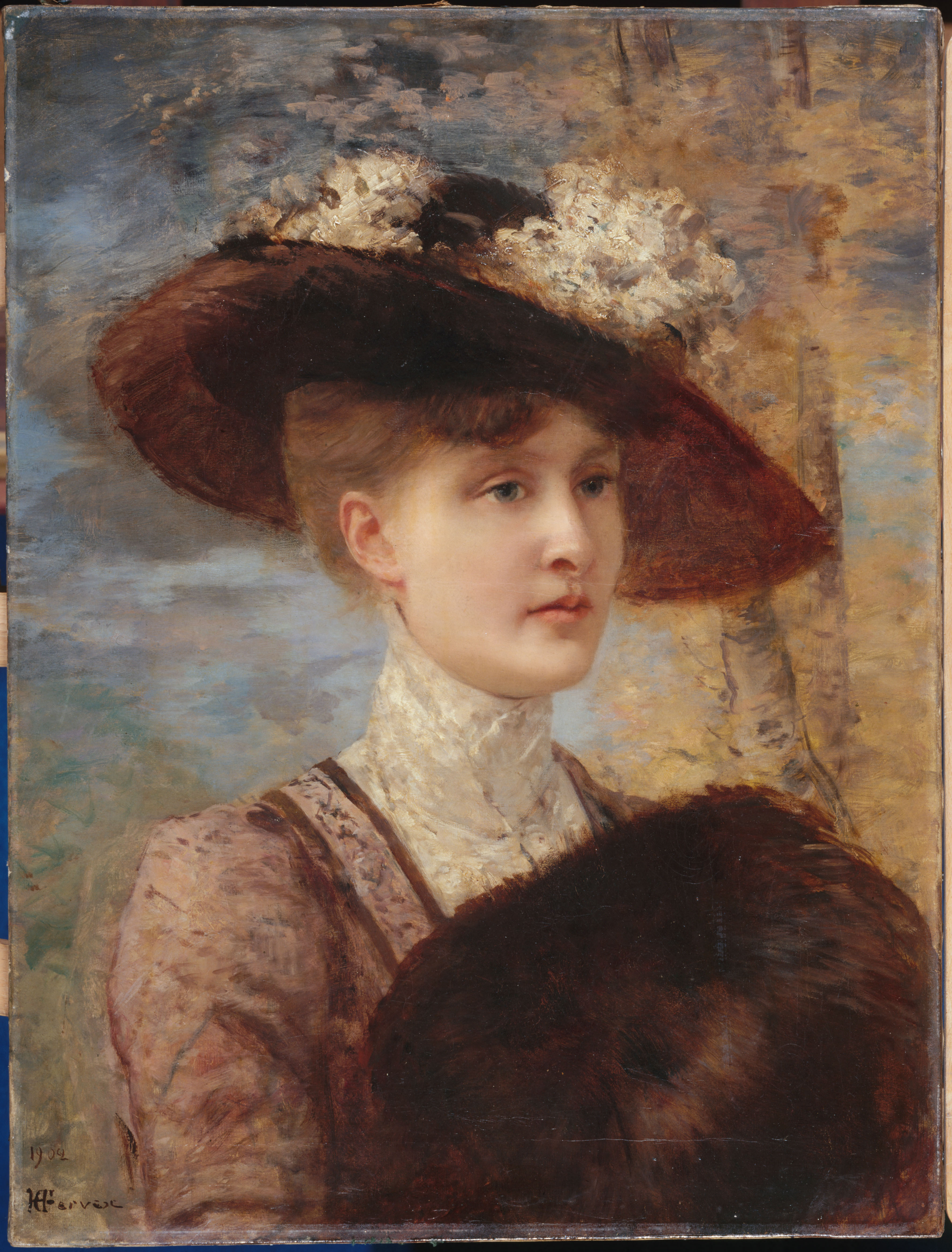
Portrait de Madame de Lorgeril
Henri Gervex, 1902
Musée Carnavalet, Paris

- -     -       - Louis François Marie de Lorgeril (1778-1842), agronome, il organise la culture de la pomme de terre et des fourrages artificiels  en Bretagne. Il est également connu pour avoir vulgarisé l'usage des machines agricoles, pour avoir mis au point la fertilisation des sols, perfectionné l'ensemencement des blés, adapté les procédés de fabrication du cidre et amélioré les races ovines et bovines du pays. Il fonde en 1817 les comices agricoles de Bretagne. Maire de Rennes, il assiste au sacre du roi Charles X en 1825 à Reims. Élu député d'Ille-et-Vilaine en 1828 et décoré de la croix d'officier de la Légion d'honneur et de l'ordre du Lys, dont :
        - Charles Marie de Lorgeril (1812-1886), officier de la Marine nationale sous le commandement de Marie Jean-François Layrle en 1841 à bord du brick Le Hussard aux Antilles, dont : 
          - Charles Louis Marie Michaël de Lorgeril (1849-1897), propriétaire du château de la Bourbansais et de Goudemail. Conseiller général d'Ille-et-Vilaine pour le canton de Tinténiac, et député d'Ille-et-Vilaine en 1889. Président de la Société départementale d'agriculture d'Ille-et-Vilaine.

## Terres
Saint-Méen, Follideuc, La Houssaye, Le Verger, Lorgeril, Parigny,.

## Châteaux et demeures
La famille de Lorgeril a possédé de nombreuses propriétés, parmi lesquelles :
- l'ancien manoir de Lorgeril, édifié à la fin du XVe siècle dans la commune de Plorec-sur-Arguenon (Côtes-d'Armor), berceau de la branche aînée éteinte de la famille de Lorgeril, fut acheté en 1838 par la famille subsistante de Lorgeril[14] ;
- le nouveau manoir de Lorgeril, construit en 1825 à Jugon-les-Lacs par la famille de Lorgeril[14] ;
- le château du Chalonge à Trébédan (Côtes-d'Armor) ;
- le château de la Bourbansais et le zoo de la Bourbansais, à Pleugueneuc (Ille-et-Vilaine), ancien centre équestre ;
- le manoir de la Motte Beaumanoir, construit en 1580, sur les actuelles communes de Pleugueneuc et Plesder (Ille-et-Vilaine) ;
- le château de Goudemail en Lanrodec (Côtes-d'Armor) ;
- le château de la Ville-Chevalier à Plouagat (Côtes-d'Armor) ;
- le château de Pennautier, dit le « Versailles du Languedoc », à Pennautier (Aude) ;
- le château de la Bastide RougePeyre, à Pennautier (Aude) ;
- l'hôtel Lelasseur-Lorgeril, à Nantes ;
- le Château de Parigny, à Parigny (Manche)[15], jusqu'en 1874 ;
- le château de Chèvreville, à Chèvreville (Manche)[15].
- le château de la Lande, à Saint-Hilaire-de-Loulay (Vendée), jusqu'au XXe siècle
- Château de la Ville Huchet à Plouër au XVIIe siècle à Amaury de Goüyon[pas clair]
- Le château du Lou-du-Lac de 1825 à 1834.

## Armes et devise
- Armes : « De gueules à un chevron d'argent chargé de cinq mouchetures d'hermine, et accompagné de trois molettes d'or »[2]
- Alias : « De gueules au chevron d'hermine, accompagné de trois molettes d'or »[16]
- Devises : « Mori potius quam foedari » (« Plutôt la mort que la souillure ») ; « À ma vie ».[réf. nécessaire]

- Cette famille n'est pas titrée.

## Alliances
Les principales alliances de la famille de Lorgeril sont : Geraldin de Lapenty (1705), de Saint-Germain de Parigny (1740), de Varignières, de Tesson de La Mancellière (1761 & 1812), Hay des Nétumières (1772), de Kermarec de Troarout (1777), de Bizemont (1798), de La Forest d'Armaillé (1806), de La Moussaye (1820), de Marnière de Guer (1836), de Lorgeril de Parigny (1838), de Marnière de Guer (1840), de Freslon de La Freslonnière (1841), de Pelletier de Gigondas de La Garde (1851), Hamon de Kervers (1857), de Monti de Rezé (1861), de Maussion de Candé  (1871), de Douhet de Romananges (1874), Le Moniès de Sagazan (1874), de Carné-Trécesson de Coëtlogon, Guillotou de Kerever (1873), Pinot du Petit-Bois (1877), Huchet de Cintré (1878), de Chastenet de Puységur (1879), Thierry du Fougeray (1881),
Le Borgne de Boisriou (1884), de Blanquet du Chayla (1887 & 1980), de Villaret de Joyeuse (1888), de Ferré de Péroux (1889), Huet de La Tour du Breuil (1891), des Merliers de Longueville (1893), de Lagrené, de Kerpoisson (1900), de Cornulier (1903), d'Estienne d'Orves (1904, 1929), des Prez de La Morlais (1905), de Rodellec du Porzic (1907), d'Espezel de Roquetaillade (1914), de Saint-Marc, Merland de Chaillé (1917), Rivaud de La Raffinière (1918), de Beynaguet de Pennautier (1918), de Livron (1919), des Mares de Trébons (1919), de Boixo de Méritens (1919), du Perron de Revel (1920), de Castellane Guron-Norante (1924, 1950), de Ponton d'Amécourt (1926), de Montecler (1928), de Pioger, de Chabot (1929), de Poulpiquet de Brescanvel (1929), de la Chevardière de la Grandville, de Maynard (1932), de Wolbock-Châtillon, de Denesvre de Domecy (1939), de Chalvet de Rochemonteix, de Durat (1952), de Marmier, de Sarcus (1955), Husson de Sampigny (1959 & 1978), du Boishamon (1979), de Laitre, Kabis de Saint-Chamas (1982), de Kerguiziau de Kervasdoué (1982), de Villaines (1984), de Bentzmann (1985), Lajoumard de Bellarbre de Godailh, Lelu de Brach, de Maistre (1991), Dizerbo (2005), de Maintenant (2014), Le Gallic de Kerizouet (2018), Sioc'han de Kersabiec (2019), Regnault de Bouttemont (2021), Desforges de Caulières (2022), de Robien (2022)...